# Aleksandra Lisowska
Aleksandra Lisowska (née le 12 décembre 1990 à Braniewo) est une athlète polonaise spécialiste des épreuves fond, notamment du marathon.

## Carrière
En 2011, elle participe à l'épreuve féminine de 3000 mètres steeple aux Championnats d'Europe d'athlétisme U23 qui se sont tenus à Ostrava, en République tchèque.
En 2019, elle remporte la médaille d'argent en équipe dans l'épreuve de marathon des Jeux mondiaux militaires de 2019. Elle participe aux championnats du monde de semi-marathon en 2020 qui se sont tenus à Gdynia, en Pologne avec un temps de 1 heure 12 min 16 s (51e).
Qualifiée pour les jeux olympiques de Tokyo, elle se classe 35e	de l'épreuve de marathon avec un temps de 2 h 35 min 33 s.
En 2022, elle devient championne d'Europe à Munich avec également une troisième place en coupe des nations.
En 2024 elle améliore le record de Pologne en courant en 2 h 25 min 52 s au Marathon de Valence.

### Palmarès
| Date | Compétition           | Lieu   | Résultat | Temps           |
| ---- | --------------------- | ------ | -------- | --------------- |
| 2022 | Championnats d'Europe | Munich | 1re      | 2 h 28 min 36 s |

### Records
| Épreuve       | Performance          | Lieu    | Date            |
| ------------- | -------------------- | ------- | --------------- |
| Semi-marathon | 1 h 12 min 6 s       | Rome    | 9 juin 2024     |
| Marathon      | 2 h 25 min 52 s (NR) | Valence | 3 décembre 2023 |